# Verachtung
Verachtung ist eine starke Geringschätzung, basierend auf der bewussten oder unbewussten Überzeugung des Unwertes der von ihr betroffenen Personen (auch Personengruppen) oder Institutionen. Nach Meyers Enzyklopädie von 1905 ist Verachtung „das Gefühl, das der Voraussetzung persönlichen Unwertes bei sich selbst (Selbstverachtung) oder bei anderen (Verachtung anderer) entstammt“. Das Wort verachten stammt vom mittelhochdeutschen verahten.
Ihr Gegenteil ist die Achtung.

## Entstehung
Verachtung entsteht durch die Bewertung einer anderen Person als minderwertig. In streng hierarchischen Kulturen entsteht Verachtung somit durch den sozialen Rang oder das Prestige, das eine Person innehat, und verläuft „nach unten“. In egalitären Kulturen entsteht Verachtung durch die Überzeugung, dass eine Person ihren sozialen Rang und das entsprechende Prestige nicht verdiene. Verachtung kann sich dann also auch „von unten nach oben“ richten.

## Auswirkungen
Wirkungen von Verachtung sind die Entwürdigung der Person oder Entwertung einer Institution unter Umständen einer damit einhergehenden Nicht-Beachtung der entsprechenden Person oder sozialen Gruppe, sowie Pein, Distanzierung, Stress, Wut, Zorn, Aggressivität bei der verachteten Person und in dessen Folge Leid und Krankheit – auch mit volkswirtschaftlichen Schäden.
Innere Kündigung, aber auch Missachtung der Regeln der peinigenden Gruppe, Institution oder Missachtung der Verträge mit der peinigenden Person sind „spiegelnde Auswirkungen“ (Reaktionen) von Verachtung.

## Soziologische Aspekte
Soziologisch betrachtet ist Verachtung anderer Personen als Haltung und soziale Sanktion ein zentraler Bestandteil von Schamkulturen. Als scharfe Form der Exklusion spricht Verachtung dem Verachteten Geltung, Ehre und Ansehen ab, er „verliert sein Gesicht“ (siehe auch Demütigung). Auch im heutigen Mitteleuropa spielen Verachtung und Achtung in einigen Subkulturen eine auffällige Rolle, dies reicht von den peer groups von Jugendlichen über das organisierte Verbrechen, die Politik bis in den Wissenschaftsbetrieb der Universitäten. Verachtung von Eheleuten untereinander ist ein häufiges Frühzeichen einer späteren Trennung.
In Schuldkulturen hingegen tritt die Signalisierung von Achtung und Verachtung in der sozialen Interaktion – aber nicht notwendig in ihrer Bedeutung – zurück. In diesen Kulturen geht es nicht darum, dass ein Verachteter erneut Ehre gewinnt, sondern darum, dass ein „Sünder“ seine Schuld sühnt.
Die ehemalige Verachtung der „unehrlichen Berufe“ ist ein Exklusionsmerkmal der Ständegesellschaft. Bis heute trägt es zur Geringschätzung von Berufen bei, wenn deren Vertreter in Ausübung ihrer Tätigkeiten von anderen Anwesenden habituell oft behandelt werden, als ob „sie Luft seien“, z. B. Lakaien, Reinigungspersonal u. a. m.

## Emotionspsychologische Aspekte
In der Emotionspsychologie wird Verachtung entweder als spezielle Form des Ekels oder von Ärger (speziell Wut) oder als eine Mischung aus beiden Emotionen betrachtet.
Nach der Ansicht einiger Emotionsforscher (z. B. Paul Ekmans) gehört Verachtung zu den menschlichen Basisemotionen, deren mimischer Ausdruck angeboren ist. Er ist in allen Kulturen gleich und wird kulturübergreifend entsprechend decodiert bzw. erkannt. Nach Anderen (z. B. Robert Plutchik) ist Verachtung keine Basisemotion, da sie aus anderen Basisemotionen (Ekel und Ärger) zusammengesetzt sei.
Im Rahmen der modernen psychoanalytischen Neurosenlehre wird Verachtung als narzisstisch-aggressiver Affekt aufgefasst. Bei Untersuchungen der Affektregulation bei Patienten mit einer Borderline-Persönlichkeitsstörung fand sich eine Häufung der Affekte Ekel und Verachtung.

## Belletristik
Literarisch wurde die „Verachtung“ vielfach behandelt, etwa in Schillers Handschuh.
„Verächtliche Gebärde“ ist eine in vielen europäischen Sprachen benützte Metapher, zum Beispiel im Französischen „un geste de mépris“ (dt. „eine verächtliche Geste“) bei Honoré de Balzac und Émile Zola; in deutschsprachigen Texten heißt es: „mit verächtlicher Gebärde“ zum Beispiel bei Willi Bredel, Max von der Grün, Carlo Mierendorff, Otto Stoessl und Ernst Wiechert.

## Redewendung
Die Redewendung „jemanden mit Verachtung strafen“ besagt, dass man jemanden bewusst ignoriert, ihn absichtlich nicht beachtet.